# Beirut
Beirut hay Bayrūt (tiếng Ả Rập: بيروت, chuyển tự: Bayrūt), đôi khi được gọi bằng tên tiếng Pháp của nó là Beyrouth, là thủ đô và là thành phố lớn nhất Liban, tọa lạc bên Địa Trung Hải, là thành phố cảng chính của quốc gia này.
Con số ước tính về dân số thành phố này không cố định, thấp nhất là 938.940 người đến 1.303.129 người, đến con số cao 2.012.000 người. Sự thiếu chính xác này là do không có cuộc điều tra dân số toàn diện thực hiện ở Liban kể từ năm 1932. Thành phố nằm trên một bán đảo hơi nghiêng về phía Địa Trung Hải, thành phố bị bao trong Dãy núi Liban nhô cao lên về phía Đông. Khí hậu Địa Trung Hải của thành phố tạo ra mùa hè nóng và mùa đông êm dịu với độ ẩm cao về mùa Hè. Tên theo tiếng Ả Rập Beirut có nghĩa là "những giếng nước" do nguồn nước cung cấp ở khu vực này lấy từ nước ngầm. Khu vực thành phố có diện tích khoảng 19,8 km2, nhiều khu vực nằm ngoài ranh giới nội thành thường được tính vào nội thành.
Trong nhiều thập kỷ Beirut đã là trung tâm ngân hàng của khu vực Trung Đông, nhưng thành phố đã bị tàn phá trong Nội chiến Liban (1975-1990). Sau chiến tranh, thành phố bắt đầu quá trình xây dựng lại chậm chạp. Đầu thế kỷ 21, nền kinh tế của Beirut đã phục hồi, những chứng tích của sự tàn phá chiến tranh đã dần biến mất. Kể từ sau chiến tranh, Beirut đã nỗ lực lấy lại vị trí trung tâm thương mại và ngân hàng ở Trung Đông. Thành phố có các mặt hàng xuất khẩu như: lụa, vải bông, trái cây, da sống, gia cầm, lông cừu. Thành phố nhập khẩu vật liệu xây dựng, hàng quần áo, thực phẩm. Ngành xây dựng bùng nổ sau cuộc chiến khi thành phố tái thiết. Beirut được kết nối giao thông qua sân bay quốc tế Beirut. Ngoài ra, thành phố còn có các đường bộ nối với Damascus, Syria và các thành phố Trung Đông khác.
Beirut đã lấy lại được vị trí trung tâm thương mại khu vực của mình. Beirut đã đăng cai Hội nghị thượng đỉnh khối Pháp ngữ (Francophonie) và Hội nghị thượng đỉnh Liên đoàn Ả Rập năm 2002. Năm 2007, Beirut đăng cai tổ chức lễ kỷ niện Le Prix Albert Londres, trao giải cho các phóng viên khối Francophone xuất sắc hàng năm. Thành phố tổ chức Ngày Pháp ngữ (Jeux de la Francophonie năm 2009). Beirut xem xét xin ứng cử đăng cai Thế vận hội mùa Hè 2024.
Thành phố là nơi có nhiều tổ chức quốc tế như Ủy ban Kinh tế Xã hội Tây Á (ESCWA) của Liên Hợp Quốc có trụ sở ở trung tâm Beirut còn Tổ chức Lao động Quốc tế (ILO) và UNESCO đều có văn phòng khu vực ở Beirut đảm trách khu vực thế giới Ả Rập. Tổ chức các hãng hàng không Ả Rập (AACO) cũng có trụ sở ở Beirut.
Tạp chí du lịch Travel and Leisure đã bầu chọn Beirut là thành phố 9/10 tốt nhất về "Giải thưởng Tốt nhất thế giới năm 2006", chỉ sau New York City và trên San Francisco.

## Khí hậu
Beirut có khí hậu Địa Trung Hải mùa hè nóng (Köppen: Csa) đặc trưng bởi ngày và đêm ôn hòa, vì vị trí ven biển của nó cho phép nhiệt độ được điều tiết bởi biển. Mùa thu và mùa xuân ấm áp, mùa đông mát mẻ và mưa, và mùa hè có thể hầu như không đau và rất khô mặc dù nó có thể trở nên rất oi bức, đặc biệt là vào tháng Tám. Gió thịnh hành vào buổi chiều và tối là từ phía tây (trên bờ, thổi vào từ Địa Trung Hải); vào ban đêm, nó đảo ngược ra ngoài khơi, thổi từ đất liền ra biển.
Lượng mưa trung bình hàng năm là 925 milimét (36,4 in), với phần lớn rơi vào mùa đông, mùa thu và mùa xuân. Phần lớn mưa mùa thu và mùa xuân rơi trong những trận mưa lớn vào một số ngày hạn chế, nhưng vào mùa đông, nó được trải đều hơn trong một số ngày lớn. Mùa hè nhận được rất ít lượng mưa, nếu có. Tuyết rất hiếm, ngoại trừ vùng ngoại ô phía đông miền núi, nơi tuyết rơi phổ biến do độ cao của khu vực. Mưa đá (thường có thể nặng) xảy ra một vài lần mỗi năm, chủ yếu là trong mùa đông.
| Dữ liệu khí hậu của Beirut International Airport      | Dữ liệu khí hậu của Beirut International Airport | Dữ liệu khí hậu của Beirut International Airport | Dữ liệu khí hậu của Beirut International Airport | Dữ liệu khí hậu của Beirut International Airport | Dữ liệu khí hậu của Beirut International Airport | Dữ liệu khí hậu của Beirut International Airport | Dữ liệu khí hậu của Beirut International Airport | Dữ liệu khí hậu của Beirut International Airport | Dữ liệu khí hậu của Beirut International Airport | Dữ liệu khí hậu của Beirut International Airport | Dữ liệu khí hậu của Beirut International Airport | Dữ liệu khí hậu của Beirut International Airport | Dữ liệu khí hậu của Beirut International Airport |
| Tháng                                                 | 1                                                | 2                                                | 3                                                | 4                                                | 5                                                | 6                                                | 7                                                | 8                                                | 9                                                | 10                                               | 11                                               | 12                                               | Năm                                              |
| ----------------------------------------------------- | ------------------------------------------------ | ------------------------------------------------ | ------------------------------------------------ | ------------------------------------------------ | ------------------------------------------------ | ------------------------------------------------ | ------------------------------------------------ | ------------------------------------------------ | ------------------------------------------------ | ------------------------------------------------ | ------------------------------------------------ | ------------------------------------------------ | ------------------------------------------------ |
| Cao kỉ lục °C (°F)                                    | 27.9 (82.2)                                      | 30.5 (86.9)                                      | 36.6 (97.9)                                      | 39.3 (102.7)                                     | 39.0 (102.2)                                     | 40.0 (104.0)                                     | 40.4 (104.7)                                     | 39.5 (103.1)                                     | 37.5 (99.5)                                      | 37.0 (98.6)                                      | 33.1 (91.6)                                      | 30.0 (86.0)                                      | 40.4 (104.7)                                     |
| Trung bình ngày tối đa °C (°F)                        | 17.4 (63.3)                                      | 17.5 (63.5)                                      | 19.6 (67.3)                                      | 22.6 (72.7)                                      | 25.4 (77.7)                                      | 27.9 (82.2)                                      | 30.0 (86.0)                                      | 30.7 (87.3)                                      | 29.8 (85.6)                                      | 27.5 (81.5)                                      | 23.2 (73.8)                                      | 19.4 (66.9)                                      | 24.3 (75.7)                                      |
| Trung bình ngày °C (°F)                               | 14.0 (57.2)                                      | 14.0 (57.2)                                      | 16.0 (60.8)                                      | 18.7 (65.7)                                      | 21.7 (71.1)                                      | 24.9 (76.8)                                      | 27.1 (80.8)                                      | 27.8 (82.0)                                      | 26.8 (80.2)                                      | 24.1 (75.4)                                      | 19.5 (67.1)                                      | 15.8 (60.4)                                      | 20.9 (69.6)                                      |
| Tối thiểu trung bình ngày °C (°F)                     | 11.2 (52.2)                                      | 11.0 (51.8)                                      | 12.6 (54.7)                                      | 15.2 (59.4)                                      | 18.2 (64.8)                                      | 21.6 (70.9)                                      | 24.0 (75.2)                                      | 24.8 (76.6)                                      | 23.7 (74.7)                                      | 21.0 (69.8)                                      | 16.3 (61.3)                                      | 12.9 (55.2)                                      | 17.7 (63.9)                                      |
| Thấp kỉ lục °C (°F)                                   | 0.8 (33.4)                                       | 3.0 (37.4)                                       | 0.2 (32.4)                                       | 7.6 (45.7)                                       | 10.0 (50.0)                                      | 15.0 (59.0)                                      | 18.0 (64.4)                                      | 19.0 (66.2)                                      | 17.0 (62.6)                                      | 11.1 (52.0)                                      | 7.0 (44.6)                                       | 4.6 (40.3)                                       | 0.2 (32.4)                                       |
| Lượng Giáng thủy trung bình mm (inches)               | 190 (7.5)                                        | 143 (5.6)                                        | 120 (4.7)                                        | 50 (2.0)                                         | 25 (1.0)                                         | 15 (0.6)                                         | 0.3 (0.01)                                       | 10 (0.4)                                         | 15 (0.6)                                         | 70 (2.8)                                         | 125 (4.9)                                        | 170 (6.7)                                        | 933.3 (36.81)                                    |
| Số ngày mưa trung bình                                | 15                                               | 12                                               | 9                                                | 6                                                | 3                                                | 2                                                | 1                                                | 1                                                | 1                                                | 3                                                | 9                                                | 12                                               | 74                                               |
| Độ ẩm tương đối trung bình (%)                        | 64                                               | 64                                               | 64                                               | 66                                               | 70                                               | 71                                               | 72                                               | 71                                               | 65                                               | 62                                               | 60                                               | 63                                               | 66                                               |
| Số giờ nắng trung bình tháng                          | 131                                              | 143                                              | 191                                              | 243                                              | 310                                              | 338                                              | 350                                              | 324                                              | 278                                              | 235                                              | 200                                              | 147                                              | 2.890                                            |
| Nguồn: http://www.pogodaiklimat.ru/climate2/40100.htm |                                                  |                                                  |                                                  |                                                  |                                                  |                                                  |                                                  |                                                  |                                                  |                                                  |                                                  |                                                  |                                                  |

## Sự kiện
Ngày 04 tháng 8 năm 2020, tại vùng cảng ven biển ở thủ đô Beirut, một vụ nổ lớn đã diễn ra. Tính đến ngày 05 tháng 8, đã có khoảng 140 người chết, hơn 5.000 người bị thương và khoảng 300.000 người mất nhà cửa. Thiệt hại hàng chục tỷ đô la. Liban lập tức thực hiện cứu người, dọn dẹp cơ sở vùng nổ và điều tra vấn đề. Đây là vụ nổ nghiêm trọng, chịu ảnh hưởng từ chất ammonium nitrate.

## Kinh tế

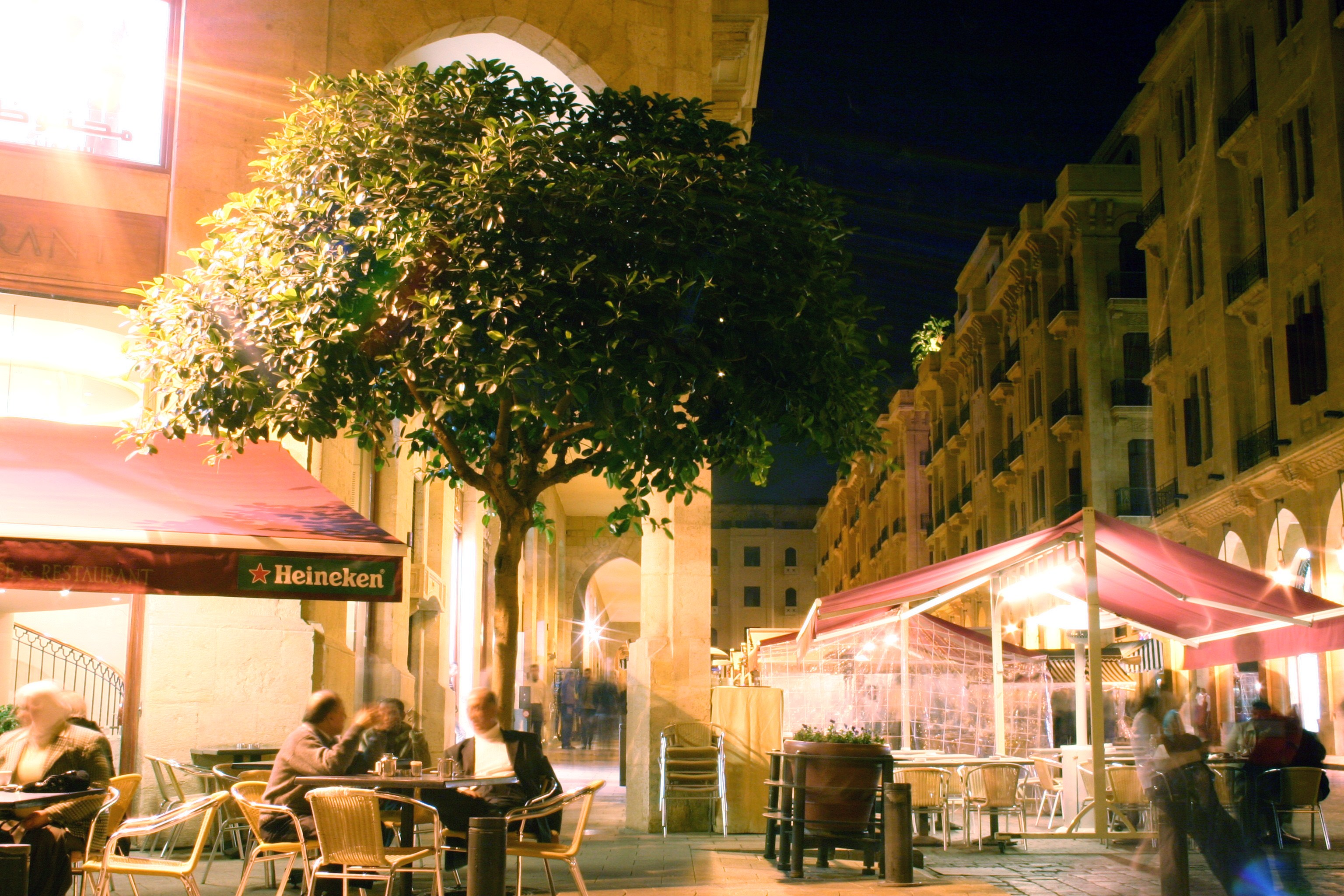
Quán cà phê (Cafés) tại trung tâm thành phố Beirut

Nền kinh tế của Beirut theo định hướng dịch vụ với các lĩnh vực tăng trưởng chính là ngân hàng và du lịch.
Trong một khu vực bị thống trị bởi các chế độ độc tài hoặc quân phiệt, thủ đô của Lebanon thường được coi là thiên đường của chủ nghĩa tự do, mặc dù là một thiên đường bấp bênh.  Với cảng biển và sân bay — cùng với nền kinh tế tự do của Lebanon và hệ thống ngoại hối, tiền tệ được hỗ trợ bằng vàng vững chắc, luật bảo mật ngân hàng và lãi suất ưu đãi — Beirut đã trở thành một trung tâm ngân hàng lâu đời cho sự giàu có của người Ả Rập, phần lớn trong số đó được đầu tư vào xây dựng, doanh nghiệp thương mại và công nghiệp (chủ yếu là sản xuất hàng dệt và giày dép, chế biến thực phẩm và in ấn). Nền kinh tế của Beirut rất đa dạng, bao gồm xuất bản, ngân hàng, thương mại và nhiều ngành công nghiệp khác nhau. Trong thời kỳ đó, Beirut là trung tâm dịch vụ tài chính của khu vực. Khi bắt đầu bùng nổ dầu mỏ vào những năm 1960, các ngân hàng có trụ sở tại Lebanon là những người nhận tiền dầu mỏ chính của khu vực.

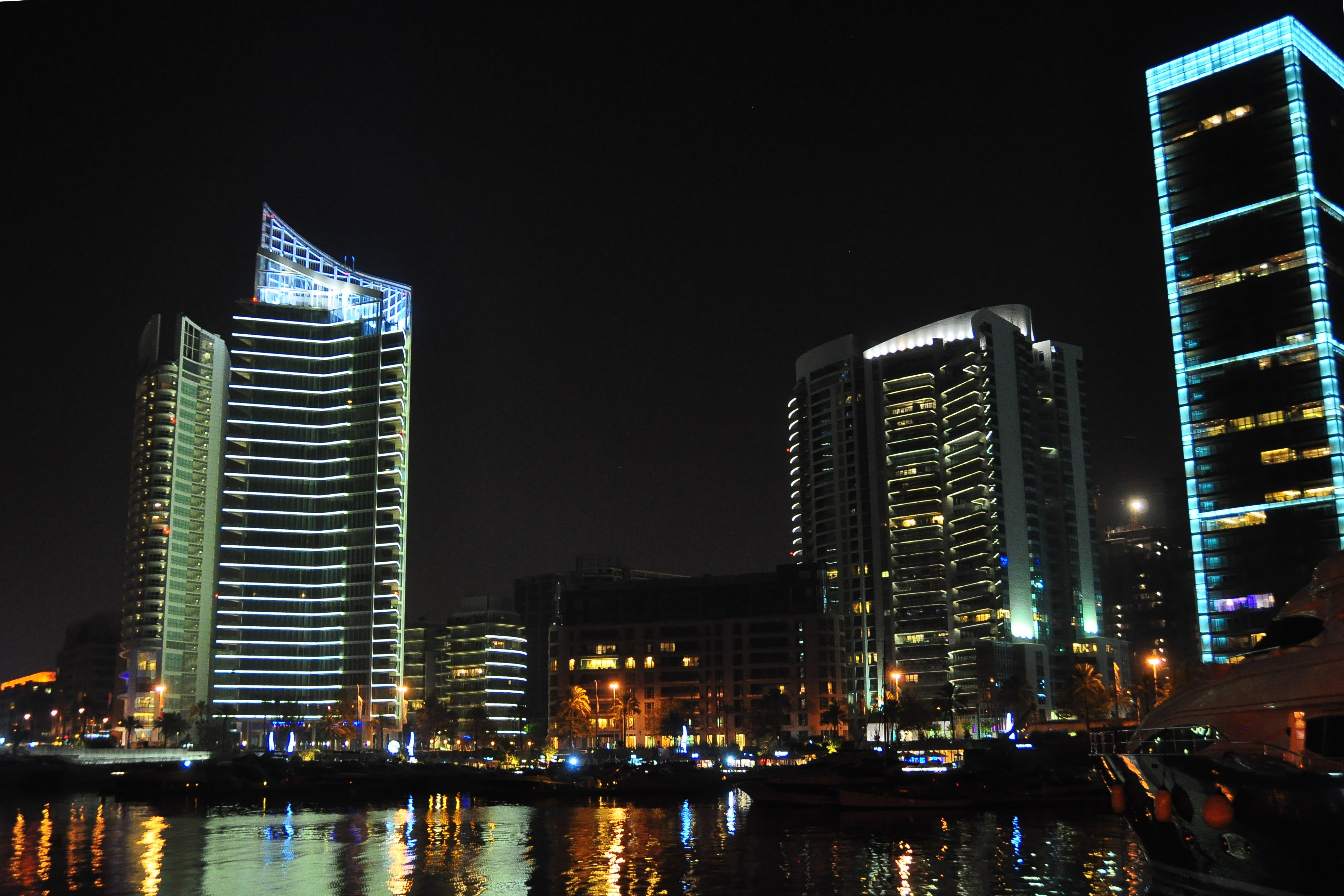
Zaitunay Bay

Beirut là đầu mối của Kinh tế Lebanon. Thủ đô đặt trụ sở chính của Banque du Liban, Ngân hàng trung tâm của Liban, the Beirut Stock Exchange, trụ sở chính của hãng vận chuyển cờ Lebanon Middle East Airlines, Ủy ban Kinh tế và Xã hội của Liên hợp quốc về Tây Á, Liên minh các ngân hàng Ả Rập và Liên minh các Sở giao dịch chứng khoán Ả Rập.

### Ngân hàng và tài chính
Bản mẫu:Dispute about

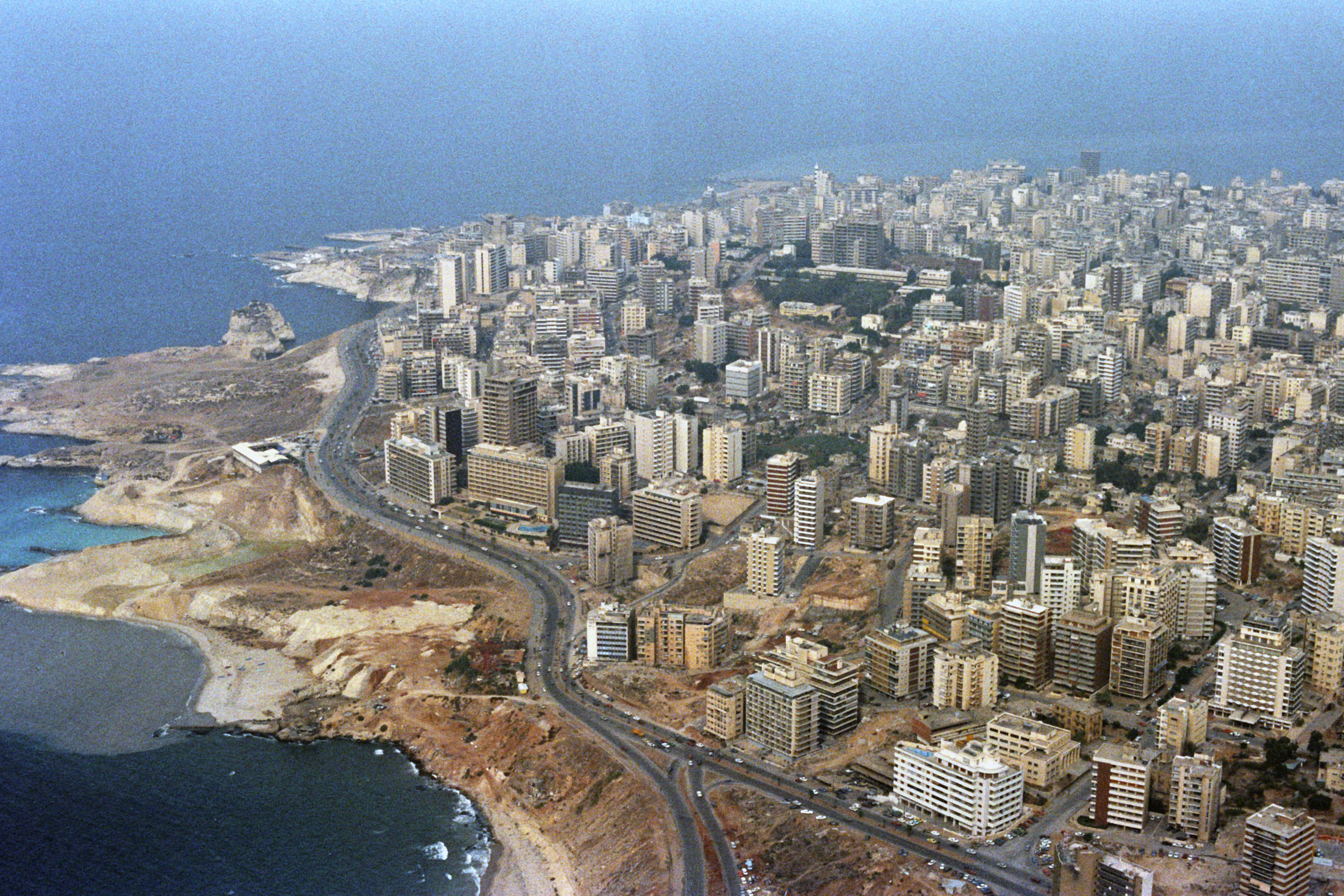
Ras Beirut năm 1983

Hệ thống Ngân hàng là trụ cột của nền kinh tế địa phương với bảng cân đối kế toán là 152 tỷ đô la (USD) vào cuối năm 2012, gần gấp 3,5 lần GDP ước tính là 43 tỷ đô la của IMF. Tiền gửi ngân hàng cũng tăng 8% trong năm 2012 lên 125 tỷ đô la, 82% tài sản của ngành. Marwan Mikhael, người đứng đầu bộ phận nghiên cứu tại BLOM Bank cho biết: "Các ngân hàng vẫn đang thu hút tiền gửi vì lãi suất được cung cấp cao hơn so với lãi suất ở châu Âu và Hoa Kỳ.
Dự trữ ngoại hối của Beirut vẫn ở gần mức cao nhất mọi thời đại khi đạt 32,5 tỷ USD vào năm 2011 và các nhà phân tích nói rằng Ngân hàng Trung ương có thể bao phủ gần 80% đồng tiền Lebanon trên thị trường. Điều này có nghĩa là Ngân hàng Trung ương có thể dễ dàng đối phó với bất kỳ cuộc khủng hoảng không lường trước được trong tương lai nhờ vào nguồn dự trữ ngoại tệ khổng lồ.
Hệ thống ngân hàng Lebanon được ưu đãi với một số đặc điểm thúc đẩy vai trò của Beirut như một trung tâm tài chính khu vực, về mặt đảm bảo bảo vệ nguồn vốn và thu nhập nước ngoài. Tiền tệ của Lebanon hoàn toàn có thể chuyển đổi và có thể được trao đổi tự do với bất kỳ loại tiền tệ nào khác. Hơn nữa, không có hạn chế nào được đưa ra đối với dòng vốn và thu nhập tự do vào và ra khỏi nền kinh tế Lebanon. Việc thông qua luật giữ bí mật ngân hàng vào ngày 3 tháng 9 năm 1956, buộc tất cả các ngân hàng được thành lập ở Lebanon cũng như các chi nhánh của ngân hàng nước ngoài vào "bí mật nghề nghiệp". Cả điều 16 của luật số 282 ngày 30 tháng 12 năm 1993 và điều 12 của nghị định số 5451 ngày 26 tháng 8 năm 1994, đều miễn thuế thu nhập đối với tất cả các khoản lãi và doanh thu kiếm được trên tất cả các loại tài khoản mở tại các ngân hàng Lebanon. Vào ngày đầu tiên của tháng 4 năm 1975, sắc lệnh số 29 đã thành lập một khu vực ngân hàng tự do bằng cách cho phép chính phủ Liban quyền miễn các khoản tiền gửi và nợ bằng ngoại tệ của người không cư trú từ: thuế thu nhập đối với lãi thu được, dự trữ bắt buộc do Banque Du Liban tuân theo điều 76 của Bộ luật Tiền tệ và Tín dụng, phí bảo đảm tiền gửi áp dụng đối với tiền gửi ngân hàng vì lợi nhuận của Tổ chức bảo lãnh tiền gửi quốc gia.

## Những người sinh ra ở Beirut nổi tiếng

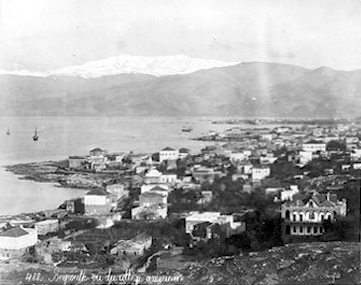
Cảnh Beirut với đỉnh Sannine của Núi Liban có tuyết bao bọc ở phía sau - thế kỷ 19

- Fairuz, ca sĩ điển hình của Liban, sinh năm 1935.
- Gibran Khalil Gibran, an international poet and philosopher who was born in 1883.
- Keanu Reeves, diễn viên Canada.
- Elie Saab, nhà thiết kế thời trang Liban nổi tiếng thế giới.
- Krikor Agapian, họa sĩ.
- Péri Cochin, host của chương trình truyền hình.
- Amin Maalouf, tác gia sinh năm 1949.
- Mika, ca sĩ và nhà sáng tác nhạc sinh năm 1983.
- Serj Tankian, người hát chính của ban nhạc Los Angeles, System of a Down.
- Michel Elefteriades, nhà chính trị, nghệ sĩ, nhà sản xuất và nhà kinh doanh Liban gốc Hy Lạp.
- Hassan Kamel Al-Sabbah, Một nhà phát minh Liban ở New York, người tiên phong trong pin mặt trời.
- K-Maro, ca sĩ RnB Liban sinh ra ở Canada.
- Massari, ca sĩ Hip-Hop Liban.
- Camille Allam, nghệ sĩ, nhà điêu khắc và nhà âm nhạc học Beirut.
- Dom Joly, diễn viên hài kịch, phóng viên.
- Steve Kerr, 5 lần vô địch NBA
- Bloody-Death, người tạo ra The Famous Snake Virus.
- Adel Termos, người anh hùng lao vào ôm chặt kẻ đánh bom liều chết IS ở Beirut ngày 12/11/2015

## Các thành phố kết nghĩa
- Paris, Pháp (1992)
- Yerevan, Armenia
- Los Angeles, Hoa Kỳ (2006)
- Vitória, Brasil
- Buenos Aires, Argentina
- São Paulo, Brasil
- Rio de Janeiro, Brasil
- Montreal, Canada
- Nicosia, Síp
- Cairo, Ai Cập
- Athens, Hy Lạp
- Istanbul, Thổ Nhĩ Kỳ
- Dubai, UAE
- Isfahan, Iran (2007)[15]